# Just Eat Takeaway
Just Eat Takeaway, anciennement Takeaway.com, est une entreprise néerlandaise spécialisée dans la restauration à domicile avec commande en ligne. Le service proposé par Takeaway.com prend la forme d'un site internet répertoriant des restaurants et leurs menus, et permettant aux internautes de commander leur repas en ligne et d'être livré a domicile. La société est présente dans plusieurs pays européens.
La société est cotée en bourse Euronext Amsterdam - Compartiment A et fait partie des indices :  AEX et  Next 150.

## Historique

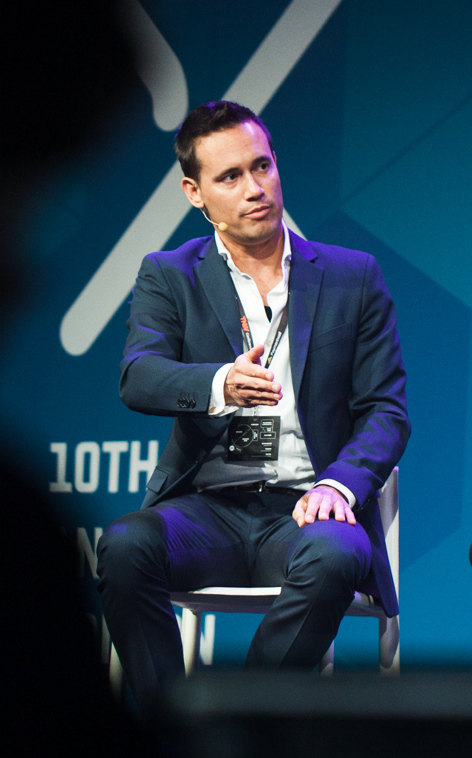
Jitse Groen, 2015

En 1999, aux Pays-Bas, Jitse Groen, celui qui deviendra le fondateur de Takeaway.com souhaite commander un repas et pensait alors pouvoir trouver un restaurant qui livre à domicile sur internet. Il obtint seulement une liste de restaurants à Amsterdam. Il a alors l'idée de créer un site internet regroupant des restaurants livrant à domicile et permettant aux utilisateurs de commander directement leur repas. Le jeune homme de 21 ans achète le jour suivant le nom de domaine Thuisbezorgd.nl (livraison à domicile en néerlandais). En 2000, le site internet est lancé. En 2003, la société progresse fortement grâce à l'arrivée de l'internet haut-débit aux Pays-Bas.
À partir de 2008, la société s'implante en Belgique et en Allemagne. En 2010, la société change de nom, Thuisbezorgd.nl devient Takeaway.com à l'international et s'implante en France et au Royaume-Uni.
En 2012, Takeaway.com reçoit un investissement de 13 millions d'euros de la part de la Prime Ventures.
En juin 2016, l'entreprise effectue sa première introduction en bourse, pour une valeur de 328 millions d'euros, valorisant l'ensemble de l'entreprise à 993 millions d'euros,. En août 2016, Takeaway annonce la vente de ses activités au Royaume-Uni à Just Eat.
En février 2018, Takeaway annonce l'acquisition de BGmenu, actif en Bulgarie et d'Oliviera, actif en Roumanie, pour 10,5 millions d'euros. Au même moment, l'activité en France est arrêtée car trop peu profitable. En juin 2018, Takeaway rachète Foodarena, une entreprise de livraison de plats en Suisse, à Delivery Hero, pour un montant non dévoilé. En juillet 2018, Takeaway annonce l'acquisition de l'entreprise de livraison de plats israélienne 10bis pour 135 millions d'euros.
En décembre 2018, Takeaway annonce l'acquisition d'activités de Delivery Hero en Allemagne, incluant les marques Lieferheld, Pizza.de et Foodora, pour 930 millions d'euros, dont 508 millions en liquidité, le reste permettant à Delivery Hero acquérant une participation de 18 % dans Takeaway. Cette opération crée un nouvel ensemble qui possède une part de marché de 17 % sur la livraison de plats cuisinés à domicile en Allemagne.
En juillet 2019, Takeaway annonce l'acquisition de Just Eat pour 8,2 milliards de livres en échange d'action. À la suite de cette acquisition, les actionnaires de Just Eat détiendront 52,2 % du nouvel ensemble. Après une bataille d'offres et de contre-offre contre Prosus, pour le contrôle de Just Eat, Takeaway annonce en janvier 2020, que son offre est acceptée par les actionnaires de Just Eat. L'ensemble aura un chiffre d'affaires cumulé de 1,21 milliard d'euros.
En juin 2020, Takeaway annonce l'acquisition de Grubhub pour 7,3 milliards de dollars.
En août 2022, Just Eat Takeaway annonce la vente de sa participation de 33 % dans iFood, une entreprise brésilienne, à Prosus, pour 1,8 milliard d'euros.
En novembre 2024, Just Eat Takeaway annonce la vente de sa marque Grubhub pour 650 millions de dollars, induisant une perte importante par rapport à son rachat en 2020, à Wonder, une start-up.
En février 2025, Prosus, un fonds d'investissement, annonce lancer une offre d'acquisition sur Just Eat Takeaway valorisant ce dernier à 4,1 milliards d'euros.

## Activité et rentabilité
L'entreprise constitue un intermédiaire entre les internautes et les restaurants : un portail en ligne, accessible via internet ou via une application mobile, permet aux consommateurs de commander leur repas. Elle possède une flotte de livreurs, sous l'appellation Scoober, disponible dans un nombre restreint de villes.
La société est fortement déficitaire : 86,9 millions d'euros de perte cumulée en 2016,2017 et 2019.

## Présence géographique
Takeaway.com est présent dans 11 pays :
- Pays-Bas avec Thuisbezorgd.nl
- Belgique, Bulgarie, Luxembourg, Roumanie, Portugal et Suisse avec Takeaway.com[18]
- Allemagne avec Lieferando.de
- Autriche avec Lieferservice.at
- Pologne avec Pyszne.pl
- Israël avec 10bis.co.il